# Coppa della Repubblica Ceca (pallavolo maschile)
La Coppa della Repubblica Ceca è una competizione pallavolistica per squadre di club ceche maschili, organizzata con cadenza annuale dalla ČVS.

## Edizioni
| Edizione         | Edizione          | Podio            | Podio     | Podio            |
| Anno             | Sede della finale | Campione         | Risultato | Finalista        |
| ---------------- | ----------------- | ---------------- | --------- | ---------------- |
| 1992-93 Dettagli | -                 | Odolena Voda     | -         | Dukla Liberec    |
| 1993-94 Dettagli | -                 | Ústí nad Labem   | -         | Odolena Voda     |
| 1994-95 Dettagli | -                 | Dukla Liberec    | -         | Ústí nad Labem   |
| 1995-96 Dettagli | -                 | Odolena Voda     | -         | Dukla Liberec    |
| 1996-97 Dettagli | -                 | Ústí nad Labem   | -         | Odolena Voda     |
| 1997-98 Dettagli | -                 | Ústí nad Labem   | -         | České Budějovice |
| 1998-99 Dettagli | -                 | České Budějovice | -         | Dukla Liberec    |
| 1999-00 Dettagli | -                 | České Budějovice | -         | Brno             |
| 2000-01 Dettagli | -                 | Dukla Liberec    | -         | České Budějovice |
| 2001-02 Dettagli | -                 | České Budějovice | -         | Ostrava          |
| 2002-03 Dettagli | -                 | České Budějovice | -         | Ostrava          |
| 2003-04 Dettagli | -                 | Odolena Voda     | -         | Zlín             |
| 2004-05 Dettagli | -                 | Opava            | -         | Odolena Voda     |
| 2005-06 Dettagli | -                 | Ostrava          | -         | Dukla Liberec    |
| 2006-07 Dettagli | -                 | Dukla Liberec    | -         | Zlín             |
| 2007-08 Dettagli | Prostějov         | Dukla Liberec    | 3 - 0     | Kladno           |
| 2008-09 Dettagli | Teplice           | Dukla Liberec    | 3 - 2     | Kladno           |
| 2009-10 Dettagli | Liberec           | Ostrava          | 3 - 2     | Dukla Liberec    |
| 2010-11 Dettagli | Liberec           | České Budějovice | 3 - 0     | Ostrava          |
| 2011-12 Dettagli | Mladá Boleslav    | Ostrava          | 3 - 2     | České Budějovice |
| 2012-13 Dettagli | Mladá Boleslav    | Dukla Liberec    | 3 - 0     | Příbram          |
| 2013-14 Dettagli | České Budějovice  | Dukla Liberec    | 3 - 0     | Příbram          |
| 2014-15 Dettagli | Plzeň             | Ostrava          | 3 - 1     | Dukla Liberec    |
| 2015-16 Dettagli | Liberec           | Dukla Liberec    | 3 - 1     | Brno             |
| 2016-17 Dettagli | Brno              | Kladno           | 3 - 1     | Karlovarsko      |
| 2017-18 Dettagli | Svitavy           | Dukla Liberec    | 3 - 2     | Karlovarsko      |
| 2018-19 Dettagli | Kutná Hora        | České Budějovice | 3 - 0     | Kladno           |
| 2019-20 Dettagli | Kutná Hora        | České Budějovice | 3 - 1     | Kladno           |
| 2020-21 Dettagli | Karlovy Vary      | Dukla Liberec    | 3 - 0     | Karlovarsko      |
| 2021-22 Dettagli | Teplice           | České Budějovice | 3 - 2     | Karlovarsko      |
| 2022-23 Dettagli | Kutná Hora        | Dukla Liberec    | 3 - 0     | Karlovarsko      |
| 2023-24 Dettagli | Tábor             | Frýdek-Místek    | 3 - 1     | Odolena Voda     |

## Palmarès
| Squadra          | Titolo | Edizione                                                                                          |
| ---------------- | ------ | ------------------------------------------------------------------------------------------------- |
| Dukla Liberec    | 11     | 1994-95, 2000-01, 2006-07, 2007-08, 2008-09, 2012-13, 2013-14, 2015-16, 2017-18, 2020-21, 2022-23 |
| České Budějovice | 8      | 1998-99, 1999-00, 2001-02, 2002-03, 2010-11, 2018-19, 2019-20, 2021-22                            |
| Ostrava          | 4      | 2005-06, 2009-10, 2011-12, 2014-15                                                                |
| Odolena Voda     | 3      | 1992-93, 1995-96, 2003-04                                                                         |
| Ústí nad Labem   | 3      | 1993-94, 1996-97, 1997-98                                                                         |
| Opava            | 1      | 2004-05                                                                                           |
| Kladno           | 1      | 2016-17                                                                                           |
| Frýdek-Místek    | 1      | 2023-24                                                                                           |